# Aziatisch kampioenschap voetbal 2019 (kwalificatie)
Aan de kwalificatie voor het Azië Cup 2019 deden 45 landen mee. De landen maken allemaal deel uit van de Aziatische voetbalband (AFC). De eerste twee rondes vielen samen met de kwalificatie voor het Wereldkampioenschap voetbal 2018.

## Lijst van gekwalificeerde teams
| Land                         | Gekwalificeerd als             | Kwalificatiedatum | Vorige deelnames in toernooi1                                                     |
| ---------------------------- | ------------------------------ | ----------------- | --------------------------------------------------------------------------------- |
| Verenigde Arabische Emiraten | Gastland                       | 9 maart 2015      | 9 (1980, 1984, 1988, 1992, 1996, 2004, 2007, 2011, 2015)                          |
| Qatar                        | Winnaar groep C (tweede ronde) | 17 november 2015  | 9 (1980, 1984, 1988, 1992, 2000, 2004, 2007, 2011, 2015)                          |
| Zuid-Korea                   | Winnaar groep G (tweede ronde) | 13 januari 2016   | 13 (1956, 1960, 1964, 1972, 1980, 1984, 1988, 1996, 2000, 2004, 2007, 2011, 2015) |
| Japan                        | Winnaar groep E (tweede ronde) | 24 maart 2016     | 8 (1988, 1992, 1996, 2000, 2004, 2007, 2011, 2015)                                |
| Thailand                     | Winnaar groep F (tweede ronde) | 24 maart 2016     | 6 (1972, 1992, 1996, 2000, 2004, 2007)                                            |
| Saoedi-Arabië                | Winnaar groep A (tweede ronde) | 24 maart 2016     | 9 (1984, 1988, 1992, 1996, 2000, 2004, 2007, 2011, 2015)                          |
| Australië                    | Winnaar groep B (tweede ronde) | 29 maart 2016     | 3 (2007, 2011, 2015)                                                              |
| Oezbekistan                  | Winnaar groep H (tweede ronde) | 29 maart 2016     | 6 (1996, 2000, 2004, 2007, 2011, 2015)                                            |
| Syrië                        | Tweede groep E (tweede ronde)  | 29 maart 2016     | 5 (1980, 1984, 1988,1996, 2011)                                                   |
| Irak                         | Tweede groep F (tweede ronde)  | 29 maart 2016     | 8 (1972, 1976, 1996, 2000, 2004, 2007, 2011, 2015)                                |
| Iran                         | Winnaar groep D (tweede ronde) | 29 maart 2016     | 13 (1968, 1972, 1976, 1980, 1984, 1988, 1992, 1996, 2000, 2004, 2007, 2011, 2015) |
| China                        | Tweede groep C tweede ronde)   | 29 maart 2016     | 11 (1976, 1980, 1984, 1988, 1992, 1996, 2000, 2004, 2007, 2011, 2015)             |
| Palestina                    | Groep D (derde ronde)          | 10 oktober 2017   | 1 (2015)                                                                          |
| Oman                         | Groep D (derde ronde)          | 10 oktober 2017   | 3 (2004, 2007, 2015)                                                              |
| India                        | Groep A (derde ronde)          | 11 oktober 2017   | 3 (1964, 1984, 2011)                                                              |
| Libanon                      | Groep B (derde ronde)          | 10 november 2017  | 1 (2000)                                                                          |
| Turkmenistan                 | Groep E (derde ronde)          | 14 november 2017  | 1 (2004)                                                                          |
| Jordanië                     | Groep C (derde ronde)          | 14 november 2017  | 3 (2004, 2011, 2015)                                                              |
| Bahrein                      | Groep E (derde ronde)          | 14 november 2017  | 5 (1988, 2004, 2007, 2011, 2015)                                                  |
| Vietnam                      | Groep C (derde ronde)          | 14 november 2017  | 32 (1956, 1960, 2007)                                                             |
| Kirgizië                     | Groep A (derde ronde)          | 22 maart 2018     | 1 (Debuut)                                                                        |
| Noord-Korea                  | Groep B (derde ronde)          | 27 maart 2018     | 4 (1980, 1992, 2011, 2015)                                                        |
| Filipijnen                   | Groep F (derde ronde)          | 27 maart 2018     | 1 (Debuut)                                                                        |
| Jemen                        | Groep F (derde ronde)          | 27 maart 2018     | 1 (Debuut)                                                                        |

1 vet betekent kampioen in dat jaar
1 Inclusief deelnames van Zuid-Vietnam.

## Procedure
De kwalificatie bestaat uit 4 rondes:
- Eerste ronde: 12 landen (nummer 35–46) spelen een uit- en thuiswedstrijd. De 6 winnaar gaan naar de tweede ronde.
- Tweede ronde: 40 landen (nummer 1–34 en de 6 winnaars uit de eerste ronde) spelen in 8 groepen van vijf teams. Ieder land speelt 2 keer tegen de andere landen (uit en thuis). 
  - De 8 winnaars en de 4 beste nummers 2 plaatsen zich voor de derde ronde (WK kwalificatie) en voor het Aziatisch kampioenschap 2019.
  - De volgende 16 hoogst geplaatste landen (de andere nummers 4, de acht nummers 3 en de 4 beste nummers 4) zullen zich plaatsen voor de derde ronde van de kwalificatie voor het Aziatisch kampioenschap.
  - De overige 12 landen gaan naar een play-off ronde voor de acht overige plekken in de derde ronde.
- Derde ronde: 24 landen worden verdeeld in 6 groepen van 4 landen. Die spelen allemaal 2 keer tegen elkaar (een uit- en thuiswedstrijd). De winnaar en nummer 2 plaatsen zich.

## Opzet en loting

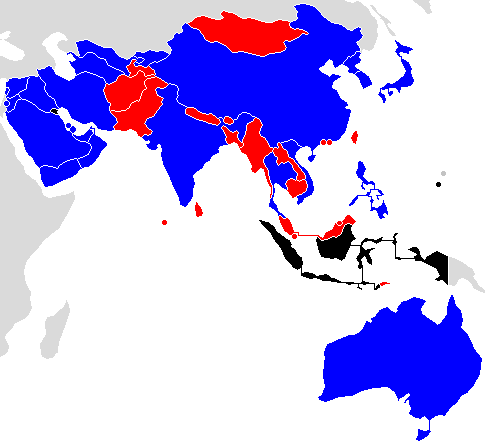
Gekwalificeerd
Niet gekwalificeerd
Niet deelgenomen
Geen AFC-lid

Deelnemende landen
Rangschikking op basis van resultaten WK (kwalificatie) 2014 zoals die geldt voor de eerste twee ronden.
| Beginnen in 2e ronde, geplaatst (nr. 1 t/m 34) | | Beginnen in 1e ronde (nr. 35 t/m 46) |
| --- | --- | --- |
| 1. Iran 2. Japan 3. Zuid-Korea 4. Oezbekistan 5. V.A.E. 6. Qatar 7. Oman 8. Jordanië 9. China 10. Australië 11. Saoedi-Arabië 12. Bahrein 13. Irak 14. Palestina 15. Libanon 16. Koeweit 17. Filipijnen | 1. Malediven 2. Vietnam 3. Tadzjikistan 4. Myanmar 5. Afghanistan 6. Thailand 7. Turkmenistan 8. Noord-Korea 9. Syrië 10. Kirgizië 11. Maleisië 12. Hongkong 13. Singapore 14. Indonesië 15. Laos 16. Guam 17. Bangladesh | 1. India 2. Sri Lanka 3. Jemen 4. Cambodja 5. Chinees Taipei 6. Oost-Timor 7. Nepal 8. Macau 9. Pakistan 10. Mongolië 11. Brunei 12. Bhutan |

## Eerste ronde
De heenwedstrijden werden op 12 maart 2015 gespeeld; de terugwedstrijden vonden plaats op 17 en 23 maart 2015.
| Team 1         | Totaal | Team 2   | 1e wedstrijd | 2e wedstrijd |
| -------------- | ------ | -------- | ------------ | ------------ |
| India          | 2 – 0  | Nepal    | 2 – 0        | 0 – 0        |
| Jemen          | 3 – 1  | Pakistan | 3 – 1        | 0 – 0        |
| Oost-Timor     | 5 – 1  | Mongolië | 4 – 1        | 1 – 0        |
| Cambodja       | 4 – 1  | Macau    | 3 – 0        | 1 – 1        |
| Chinees Taipei | 2 – 1  | Brunei   | 0 – 1        | 2 – 0        |
| Sri Lanka      | 1 – 3  | Bhutan   | 0 – 1        | 1 – 2        |

## Tweede ronde
| Groep A | Groep B |

| Land          | Wed | Win | Gel | Ver | DV | DT | +/− | Pnt |                |
| ------------- | --- | --- | --- | --- | -- | -- | --- | --- | -------------- |
| Saoedi-Arabië | 8   | 6   | 2   | 0   | 28 | 4  | +24 | 20  | Azië Cup 2019  |
| V.A.E.        | 8   | 5   | 2   | 1   | 25 | 4  | +21 | 17  | Azië Cup 2019  |
| Palestina     | 8   | 3   | 3   | 2   | 22 | 6  | +16 | 12  | Derde ronde    |
| Maleisië      | 8   | 1   | 1   | 6   | 3  | 30 | –27 | 4   | Play-off ronde |
| Oost-Timor    | 8   | 0   | 2   | 6   | 2  | 36 | –33 | 2   | Play-off ronde |

| Land         | Wed | Win | Gel | Ver | DV | DT | +/− | Pnt |                |
| ------------ | --- | --- | --- | --- | -- | -- | --- | --- | -------------- |
| Australië    | 8   | 7   | 0   | 1   | 29 | 4  | +25 | 21  | Azië Cup 2019  |
| Jordanië     | 8   | 5   | 1   | 2   | 21 | 7  | +14 | 16  | Derde ronde    |
| Kirgizië     | 8   | 4   | 2   | 2   | 10 | 8  | +2  | 14  | Derde ronde    |
| Tadzjikistan | 8   | 1   | 2   | 5   | 9  | 20 | –11 | 5   | Play-off ronde |
| Bangladesh   | 8   | 0   | 1   | 7   | 2  | 32 | –30 | 1   | Play-off ronde |

| Groep C | Groep D |

| Land      | Wed | Win | Gel | Ver | DV | DT | +/− | Pnt |                |
| --------- | --- | --- | --- | --- | -- | -- | --- | --- | -------------- |
| Qatar     | 8   | 7   | 0   | 1   | 29 | 4  | +25 | 21  | Azië Cup 2019  |
| China     | 8   | 5   | 2   | 1   | 27 | 1  | +26 | 17  | Azië Cup 2019  |
| Hongkong  | 8   | 4   | 2   | 2   | 13 | 5  | +8  | 14  | Derde ronde    |
| Malediven | 8   | 2   | 0   | 6   | 8  | 20 | –12 | 6   | Play-off ronde |
| Bhutan    | 8   | 0   | 0   | 7   | 5  | 52 | –47 | 0   | Play-off ronde |

| Land         | Wed | Win | Gel | Ver | DV | DT | +/− | Pnt |                |
| ------------ | --- | --- | --- | --- | -- | -- | --- | --- | -------------- |
| Iran         | 8   | 6   | 2   | 0   | 26 | 3  | +23 | 20  | Azië Cup 2019  |
| Oman         | 8   | 4   | 2   | 2   | 11 | 7  | +4  | 14  | Derde ronde    |
| Turkmenistan | 8   | 4   | 1   | 3   | 10 | 11 | –1  | 13  | Derde ronde    |
| Guam         | 8   | 2   | 1   | 5   | 3  | 16 | –13 | 7   | Derde ronde    |
| India        | 8   | 1   | 0   | 7   | 5  | 18 | −13 | 3   | Play-off ronde |

| Groep E | Groep F |

| Land        | Wed | Win | Gel | Ver | DV | DT | +/− | Pnt |                   |
| ----------- | --- | --- | --- | --- | -- | -- | --- | --- | ----------------- |
| Japan       | 8   | 7   | 1   | 0   | 27 | 0  | +27 | 22  | Azië Cup 2019     |
| Syrië       | 8   | 6   | 0   | 2   | 26 | 11 | +15 | 18  | Azië Cup 2019     |
| Singapore   | 8   | 3   | 1   | 4   | 9  | 9  | 0   | 10  | Derde ronde       |
| Afghanistan | 8   | 3   | 0   | 5   | 8  | 24 | –16 | 9   | Derde ronde ronde |
| Cambodja    | 8   | 0   | 0   | 8   | 1  | 2  | –26 | 0   | Play-off ronde    |

| Land           | Wed | Win | Gel | Ver | DV | DT | +/− | Pnt |                   |
| -------------- | --- | --- | --- | --- | -- | -- | --- | --- | ----------------- |
| Thailand       | 6   | 4   | 2   | 0   | 14 | 6  | +8  | 14  | Azië Cup 2019     |
| Irak           | 6   | 3   | 3   | 0   | 13 | 6  | +7  | 12  | Azië Cup 2019     |
| Vietnam        | 6   | 2   | 1   | 3   | 6  | 8  | –2  | 7   | Derde ronde       |
| Chinees Taipei | 6   | 0   | 0   | 6   | 5  | 19 | –14 | 0   | Play-off ronde    |
| Indonesië      | 0   | 0   | 0   | 0   | 0  | 0  | 0   | 0   | Gediskwalificeerd |

| Groep G | Groep H |

| Land       | Wed | Win | Gel | Ver | DV | DT | +/− | Pnt |                   |
| ---------- | --- | --- | --- | --- | -- | -- | --- | --- | ----------------- |
| Zuid-Korea | 8   | 8   | 0   | 0   | 27 | 0  | +27 | 24  | Azië Cup 2019     |
| Libanon    | 8   | 3   | 2   | 3   | 12 | 6  | +6  | 11  | Derde ronde       |
| Koeweit    | 8   | 3   | 1   | 4   | 12 | 10 | +2  | 10  | Gediskwalificeerd |
| Myanmar    | 8   | 2   | 2   | 4   | 9  | 21 | –12 | 8   | Derde ronde ronde |
| Laos       | 8   | 1   | 1   | 6   | 6  | 29 | –23 | 4   | Play-off ronde    |

| Land        | Wed | Win | Gel | Ver | DV | DT | +/− | Pnt |                   |
| ----------- | --- | --- | --- | --- | -- | -- | --- | --- | ----------------- |
| Oezbekistan | 8   | 7   | 0   | 1   | 20 | 7  | +13 | 21  | Azië Cup 2019     |
| Noord-Korea | 8   | 5   | 1   | 2   | 14 | 8  | +6  | 16  | Derde ronde       |
| Filipijnen  | 8   | 3   | 1   | 4   | 8  | 12 | –4  | 10  | Derde ronde       |
| Bahrein     | 8   | 3   | 0   | 5   | 10 | 10 | 0   | 9   | Derde ronde ronde |
| Jemen       | 8   | 1   | 0   | 7   | 2  | 17 | –15 | 3   | Play-off ronde    |

## Play-off ronde
Twaalf landen deden mee aan deze ronde. Er waren twee rondes. De 1e ronde werd gespeeld op 2 en 7 juni 2016. De vijf winnaars mogen direct naar de volgende ronde, de derde. De verliezers mogen naar het tweede gedeelte van deze play-off spelen voor nog een aantal plekken in de derde ronde. Bhutan scoorde het minst goed in de poulefase en moet daarom direct deelnemen aan het tweede gedeelte. De tweede ronde werd gehouden op 6 september en 11 oktober. Laos, Bangladesh en Oost-Timor werden uitgeschakeld. De overige landen gingen door.

### Wedstrijden eerste ronde
| Team 1         | Totaal | Team 2     | 1e wedstrijd | 2e wedstrijd |
| -------------- | ------ | ---------- | ------------ | ------------ |
| Chinees Taipei | 2 – 4  | Cambodja   | 2 – 2        | 0 – 2        |
| Malediven      | 0 – 4  | Jemen      | 0 – 2        | 0 – 2        |
| Tadzjikistan   | 6 – 0  | Bangladesh | 5 – 0        | 1 – 0        |
| Maleisië       | 6 – 0  | Oost-Timor | 3 – 0        | 3 – 0        |
| Laos           | 1 – 7  | India      | 0 – 1        | 1 – 6        |

|                                              |                              |       |                                 |                                                                                         |
| 2 juni 2016 «onderlinge duels» 19:00 (UTC+8) | Chinees Taipei               | 2 – 2 | Cambodja                        | Nationaal Stadion, Kaohsiung Toeschouwers: 3.564 Scheidsrechter: Pranjal Banerjee (IND) |
| 2 juni 2016 «onderlinge duels» 19:00 (UTC+8) | C.Wen 2' P.Chen 4' C.Wen 74' |       | 8' S.Keo 31' C.Ccheon 57' T.Bin | Nationaal Stadion, Kaohsiung Toeschouwers: 3.564 Scheidsrechter: Pranjal Banerjee (IND) |

|                                              |                                  |       |                |                                                                                      |
| 7 juni 2016 «onderlinge duels» 19:00 (UTC+7) | Cambodja                         | 2 – 0 | Chinees Taipei | Olympisch Stadion, Phnom Penh Toeschouwers: 50.000 Scheidsrechter: Ahmed Alali (JOR) |
| 7 juni 2016 «onderlinge duels» 19:00 (UTC+7) | H.Pheng 11' U.Prak Mony 60' (p.) |       |                | Olympisch Stadion, Phnom Penh Toeschouwers: 50.000 Scheidsrechter: Ahmed Alali (JOR) |

|                                              |           |                               |       |                                                                                       |
| 2 juni 2016 «onderlinge duels» 21:00 (UTC+5) | Malediven | 0 – 2                         | Jemen | Nationaal Voetbalstadion, Malé Toeschouwers: 2.600 Scheidsrechter: Kim Dae-yong (KOR) |
| 2 juni 2016 «onderlinge duels» 21:00 (UTC+5) |           | 30' A.Al Hagri 79' A.Al Wafri |       | Nationaal Voetbalstadion, Malé Toeschouwers: 2.600 Scheidsrechter: Kim Dae-yong (KOR) |

|                                              |                                     |       |           |                                                                                           |
| 7 juni 2016 «onderlinge duels» 22:00 (UTC+3) | Jemen                               | 2 – 0 | Malediven | Grand Hamadstadion, Doha (Qatar) Toeschouwers: 200 Scheidsrechter: Sivakorn Pu-udom (THA) |
| 7 juni 2016 «onderlinge duels» 22:00 (UTC+3) | Al-Matari 24' Ali Samooh 54' (e.d.) |       |           | Grand Hamadstadion, Doha (Qatar) Toeschouwers: 200 Scheidsrechter: Sivakorn Pu-udom (THA) |

|                                              |                                                        |       |            |                                                                                |
| 2 juni 2016 «onderlinge duels» 20:00 (UTC+5) | Tadzjikistan                                           | 5 – 0 | Bangladesh | Pamirstadion, Doesjanbe Toeschouwers: 8.332 Scheidsrechter: Hanna Hattab (SYR) |
| 2 juni 2016 «onderlinge duels» 20:00 (UTC+5) | D.Ergashev 19', 30', 49' P.Umarboev 33' U.Sharipov 72' |       |            | Pamirstadion, Doesjanbe Toeschouwers: 8.332 Scheidsrechter: Hanna Hattab (SYR) |

|                                              |            |              |              |                                                                                                |
| 7 juni 2016 «onderlinge duels» 17:00 (UTC+6) | Bangladesh | 0 – 1        | Tadzjikistan | Bangabandhu Nationaal Stadion, Dhaka Toeschouwers: 800 Scheidsrechter: Hussein Abo Yehia (LIB) |
| 7 juni 2016 «onderlinge duels» 17:00 (UTC+6) |            | 8' A.Nazarov |              | Bangabandhu Nationaal Stadion, Dhaka Toeschouwers: 800 Scheidsrechter: Hussein Abo Yehia (LIB) |

|                                              |                               |       |            | |
| 2 juni 2016 «onderlinge duels» 20:45 (UTC+8) | Maleisië                      | 3 – 0 | Oost-Timor | Tan Sri Dato' Haji Hassan Yunos Stadium, Johor Bahru Toeschouwers: 3.600 Scheidsrechter: Hiroyuki Kimura (JPN) |
| 2 juni 2016 «onderlinge duels» 20:45 (UTC+8) | A.Bakri 17', 21' A.Yahyah 86' |       |            | Tan Sri Dato' Haji Hassan Yunos Stadium, Johor Bahru Toeschouwers: 3.600 Scheidsrechter: Hiroyuki Kimura (JPN) |

|                                              |            |                                          |          | |
| 6 juni 2016 «onderlinge duels» 22:00 (UTC+8) | Oost-Timor | 0 – 3                                    | Maleisië | Tan Sri Dato' Haji Hassan Yunos Stadium, Johor Bahru Toeschouwers: 1.145 Scheidsrechter: Ho Wai Sing (Hongkong) |
| 6 juni 2016 «onderlinge duels» 22:00 (UTC+8) |            | 16' K.J Jones 58' A.Bakri 68' S.Chanturu |          | Tan Sri Dato' Haji Hassan Yunos Stadium, Johor Bahru Toeschouwers: 1.145 Scheidsrechter: Ho Wai Sing (Hongkong) |

|                                              |      |                   |       |                                                                                                   |
| 2 juni 2016 «onderlinge duels» 18:30 (UTC+7) | Laos | 0 – 1             | India | Nieuw Nationaal Stadion Laos, Vientiane Toeschouwers: 1.200 Scheidsrechter: Omar Al Yaquobi (OMA) |
| 2 juni 2016 «onderlinge duels» 18:30 (UTC+7) |      | 54' J. Lalpekhlua |       | Nieuw Nationaal Stadion Laos, Vientiane Toeschouwers: 1.200 Scheidsrechter: Omar Al Yaquobi (OMA) |

|                                                 |                                                                             |       |                 |                                                                                               |
| 7 juni 2016 «onderlinge duels» 19:00 (UTC+5:30) | India                                                                       | 6 – 1 | Laos            | Indira Gandhi Athletic Stadium, Guwahati Toeschouwers: 2.500 Scheidsrechter: Jansen Foo (SIN) |
| 7 juni 2016 «onderlinge duels» 19:00 (UTC+5:30) | J.Lalpekhlua 33', 74' S.Passi 45' S.Jhingan 48' M.Rafique 83' S.Cardozo 87' |       | 16' K. Sihavong | Indira Gandhi Athletic Stadium, Guwahati Toeschouwers: 2.500 Scheidsrechter: Jansen Foo (SIN) |

### Wedstrijden tweede ronde
| Team 1     | Totaal | Team 2         | 1e wedstrijd | 2e wedstrijd |
| ---------- | ------ | -------------- | ------------ | ------------ |
| Malediven  | 5 – 1  | Laos           | 4 – 0        | 1 – 1        |
| Bangladesh | 1 – 3  | Bhutan         | 0 – 0        | 1 – 3        |
| Oost-Timor | 2 – 4  | Chinees Taipei | 1 – 2        | 1 – 2        |

|                                                   |                                         |       |      |                                                                                       |
| 6 september 2016 «onderlinge duels» 21:00 (UTC+5) | Malediven                               | 4 – 0 | Laos | Nationaal Voetbalstadion, Malé Toeschouwers: 4.700 Scheidsrechter: Masaaki Toma (JPN) |
| 6 september 2016 «onderlinge duels» 21:00 (UTC+5) | Fasir 15' Ashfaq 62', 90+3' Mohamed 87' |       |      | Nationaal Voetbalstadion, Malé Toeschouwers: 4.700 Scheidsrechter: Masaaki Toma (JPN) |

|                                                  |              |       |              | |
| 11 oktober 2016 «onderlinge duels» 18:00 (UTC+7) | Laos         | 1 – 1 | Malediven    | Nieuw Nationaal Stadion Laos, Vientiane Toeschouwers: 1.200 Scheidsrechter: Dmitry Mashentsev (KGZ) |
| 11 oktober 2016 «onderlinge duels» 18:00 (UTC+7) | Sihavong 80' |       | 90+1' Nashid | Nieuw Nationaal Stadion Laos, Vientiane Toeschouwers: 1.200 Scheidsrechter: Dmitry Mashentsev (KGZ) |

|                                                   |            |       |        |                                                                                                   |
| 6 september 2016 «onderlinge duels» 19:00 (UTC+6) | Bangladesh | 0 – 0 | Bhutan | Bangabandhu Nationaal Stadion, Dhaka Toeschouwers: 5.000 Scheidsrechter: Çarymyrat Kurbanow (TKM) |
| 6 september 2016 «onderlinge duels» 19:00 (UTC+6) |            |       |        | Bangabandhu Nationaal Stadion, Dhaka Toeschouwers: 5.000 Scheidsrechter: Çarymyrat Kurbanow (TKM) |

|                                                  |                                   |       |            |                                                                                          |
| 11 oktober 2016 «onderlinge duels» 18:00 (UTC+6) | Bhutan                            | 3 – 1 | Bangladesh | Changlimithangstadion, Thimphu Toeschouwers: 6.120 Scheidsrechter: Khurram Shahzad (PAK) |
| 11 oktober 2016 «onderlinge duels» 18:00 (UTC+6) | J. Dorji 4' C. Gyeltshen 26', 76' |       | 63' Islam  | Changlimithangstadion, Thimphu Toeschouwers: 6.120 Scheidsrechter: Khurram Shahzad (PAK) |

|                                                 |            |       |                       |                                                                                            |
| 8 oktober 2016 «onderlinge duels» 19:00 (UTC+8) | Oost-Timor | 1 – 2 | Chinees Taipei        | National Stadium, Kaohsiung (Taiwan) Toeschouwers: 2.849 Scheidsrechter: Võ Minh Trí (VIE) |
| 8 oktober 2016 «onderlinge duels» 19:00 (UTC+8) | Gama 5'    |       | 8', 38' Wu Chun-ching | National Stadium, Kaohsiung (Taiwan) Toeschouwers: 2.849 Scheidsrechter: Võ Minh Trí (VIE) |

|                                                  |                                  |       |                   |                                                                                   |
| 11 oktober 2016 «onderlinge duels» 19:00 (UTC+8) | Chinees Taipei                   | 2 – 1 | Oost-Timor        | National Stadium, Kaohsiung Toeschouwers: 1.000 Scheidsrechter: Kim Hee-gon (KOR) |
| 11 oktober 2016 «onderlinge duels» 19:00 (UTC+8) | Chen Yi-wei 10' Chen Hao-wei 75' |       | 85' José Oliveira | National Stadium, Kaohsiung Toeschouwers: 1.000 Scheidsrechter: Kim Hee-gon (KOR) |

## Derde ronde

### Deelnemende landen
Uit de tweede ronde deden de vier slechtste nummers 4 mee de derde ronde. De nummers 1 en de beste nummers 2 plaatsten zich direct voor het eindtoernooi in 2019. De nummers 3 plaatsen zich ook voor de derde ronde, alsook de beste nummers 4. De andere teams speelden een play-off ronde om zich te plaatsen. 
| Tweede ronde – nummers 2 1. Jordanië (Groep B) 2. Oman (Groep D) 3. Libanon (Groep G) 4. Noord-Korea (Groep H) | Tweede ronde – nummers 3 1. Palestina (Groep A) 2. Kirgizië (Groep B) 3. Hongkong (Groep C) 4. Turkmenistan (Groep D) 5. Singapore (Groep E) 6. Vietnam (Groep F) 7. Koeweit (Groep G) 8. Filipijnen (Groep H) | Tweede ronde – nummers 4 1. Guam (Groep D) 2. Afghanistan (Groep E) 3. Myanmar (Groep G) 4. Bahrein (Groep H) | Play-off – ronde 1 1. Cambodja 2. Jemen 3. Tadzjikistan 4. Maleisië 5. India | Play-off – ronde 2 1. Malediven 2. Bhutan 3. Chinees Taipei AFC Solidarity Cup – top 2 1. Nepal 2. Macau |

### Loting en datums
24 landen worden verdeeld in 6 groepen van 4 landen. Die spelen allemaal 2 keer tegen elkaar (een uit- en thuiswedstrijd). De winnaars en nummers 2 plaatsen zich. De loting zou eerst plaatsvinden op 18 januari 2017, maar werd verschoven naar 23 januari 2017. De loting zal worden gehouden Abu Dhabi, Verenigde Arabische Emiraten. In de tabel aan de rechterkant een overzicht van de datums waarop een wedstrijd zal worden gespeeld.
| Pot 1                                                                                     | Pot 2                                                                                          | Pot 3                                                                                          | Pot 4                                                                              |
| ----------------------------------------------------------------------------------------- | ---------------------------------------------------------------------------------------------- | ---------------------------------------------------------------------------------------------- | ---------------------------------------------------------------------------------- |
| Jordanië (107) Oman (118) Filipijnen (122) Bahrein (123) Kirgizië (124) Noord-Korea (125) | India (129) Palestina (131) Tadzjikistan (132) Vietnam (136) Hongkong (140) Turkmenistan (143) | Malediven (145) Libanon (148) Jemen (149) Afghanistan (151) Chinees Taipei (157) Myanmar (159) | Maleisië (161) Singapore (165) Cambodja (172) Nepal (175) Bhutan (176) Macau (184) |

| Wedstrijd   | Datum            |
| ----------- | ---------------- |
| Wedstrijd 1 | 28 maart 2017    |
| Wedstrijd 2 | 13 juni 2017     |
| Wedstrijd 3 | 5 september 2017 |
| Wedstrijd 4 | 10 oktober 2017  |
| Wedstrijd 5 | 14 november 2017 |
| Wedstrijd 6 | 27 maart 2018    |

### Wedstrijden

#### Groep A
| Pos | Land     | Wed | Win | Gel | Ver | DV | DT | +/− | Pnt |
| --- | -------- | --- | --- | --- | --- | -- | -- | --- | --- |
| 1   | India    | 6   | 4   | 1   | 1   | 11 | 5  | +6  | 13  |
| 2   | Kirgizië | 6   | 4   | 1   | 1   | 14 | 8  | +6  | 13  |
| 3   | Myanmar  | 6   | 2   | 2   | 2   | 10 | 10 | 0   | 8   |
| 4   | Macau    | 6   | 0   | 0   | 6   | 4  | 16 | –12 | 0   |

|                                                |         |             |       |                                                                                 |
| 28 maart 2017 «onderlinge duels» 19:30 (UTC+6) | Myanmar | 0 – 1       | India | Thuwunnastadion, Yangon Toeschouwers: 21.025 Scheidsrechter: Yu Ming Hsun (TPE) |
| 28 maart 2017 «onderlinge duels» 19:30 (UTC+6) |         | 90' Chhetri |       | Thuwunnastadion, Yangon Toeschouwers: 21.025 Scheidsrechter: Yu Ming Hsun (TPE) |

|                                                   |              |       |       |                                                                                              |
| 28 maart 2017 «onderlinge duels» 18:00 (UTC+6:30) | Kirgizië     | 1 – 0 | Macau | Dolen Omurzakovstadion, Bisjkek Toeschouwers: 10.600 Scheidsrechter: Masoud Tufayelieh (SYR) |
| 28 maart 2017 «onderlinge duels» 18:00 (UTC+6:30) | Baymatov 70' |       |       | Dolen Omurzakovstadion, Bisjkek Toeschouwers: 10.600 Scheidsrechter: Masoud Tufayelieh (SYR) |

|                                               |       |                                                   |         |                                                                                        |
| 13 juni 2017 «onderlinge duels» 19:30 (UTC+8) | Macau | 0 – 4                                             | Myanmar | Estádio Campo Desportivo, Taipa Toeschouwers: 1.200 Scheidsrechter: Kim Dae-Yong (KOR) |
| 13 juni 2017 «onderlinge duels» 19:30 (UTC+8) |       | 4', 62' Sithu Aung 30' Kyaw Ko Ko 74' Min Min Thu |         | Estádio Campo Desportivo, Taipa Toeschouwers: 1.200 Scheidsrechter: Kim Dae-Yong (KOR) |

|                                                  |             |       |          |                                                                                            |
| 13 juni 2017 «onderlinge duels» 20:00 (UTC+5:30) | India       | 1 – 0 | Kirgizië | Sree Kanteeravastadion, Bangalore Toeschouwers: 6.213 Scheidsrechter: Yudai Yamamoto (JPN) |
| 13 juni 2017 «onderlinge duels» 20:00 (UTC+5:30) | Chhetri 69' |       |          | Sree Kanteeravastadion, Bangalore Toeschouwers: 6.213 Scheidsrechter: Yudai Yamamoto (JPN) |

|                                                   |       |                   |       |                                                                                      |
| 5 september 2017 «onderlinge duels» 19:30 (UTC+8) | Macau | 0 – 2             | India | Estádio Campo Desportivo, Taipa Toeschouwers: 600 Scheidsrechter: Ahmed Al-Ali (JOR) |
| 5 september 2017 «onderlinge duels» 19:30 (UTC+8) |       | 57', 82' B. Singh |       | Estádio Campo Desportivo, Taipa Toeschouwers: 600 Scheidsrechter: Ahmed Al-Ali (JOR) |

|                                                     |                               |       |                                  |                                                                                 |
| 10 oktober 2017 «onderlinge duels» 19:00 (UTC+6:30) | Myanmar                       | 2 – 2 | Kirgizië                         | Thuwunnastadion, Yangon Toeschouwers: 2.886 Scheidsrechter: Ali Abdulnabi (BHR) |
| 10 oktober 2017 «onderlinge duels» 19:00 (UTC+6:30) | Aung Thu 52' Kyaw Ko Ko 90+2' |       | 9' (pen.) Zemlianukhin 49' Maier | Thuwunnastadion, Yangon Toeschouwers: 2.886 Scheidsrechter: Ali Abdulnabi (BHR) |

|                                                     |                                                                |       |            |                                                                                               |
| 11 oktober 2017 «onderlinge duels» 19:30 (UTC+5:30) | India                                                          | 4 – 1 | Macau      | Sree Kanteeravastadion, Bangalore Toeschouwers: 4.113 Scheidsrechter: Yaqoob Abdul Baki (OMA) |
| 11 oktober 2017 «onderlinge duels» 19:30 (UTC+5:30) | Borges 28' Chhetri 60' Lam Ka Seng 70' (e.d.) Lalpekhlua 90+2' |       | 37' Torrão | Sree Kanteeravastadion, Bangalore Toeschouwers: 4.113 Scheidsrechter: Yaqoob Abdul Baki (OMA) |

|                                                   |                                                   |       |                                                  |                                                                                     |
| 14 november 2017 «onderlinge duels» 19:30 (UTC+8) | Macau                                             | 3 – 4 | Kirgizië                                         | Estádio Campo Desportivo, Taipa Toeschouwers: 353 Scheidsrechter: Võ Minh Trí (VIE) |
| 14 november 2017 «onderlinge duels» 19:30 (UTC+8) | Chan Pak Chun 72' Torrão 79' (pen.) Fernandes 87' |       | 25' (pen.), 55' Zemlianukhin 36' Lux 84' Murzaev | Estádio Campo Desportivo, Taipa Toeschouwers: 353 Scheidsrechter: Võ Minh Trí (VIE) |

|                                                      |                                   |       |                                |                                                           |
| 14 november 2017 «onderlinge duels» 20:00 (UTC+5:30) | India                             | 2 – 2 | Myanmar                        | Fatordastadion, Margao Scheidsrechter: Liu Kwok Man (HKG) |
| 14 november 2017 «onderlinge duels» 20:00 (UTC+5:30) | Chhetri 13' (pen.) Lalpekhlua 69' |       | 1' Yan Naing Oo 19' Kyaw Ko Ko | Fatordastadion, Margao Scheidsrechter: Liu Kwok Man (HKG) |

|                                                |                                                                |       |                | |
| 22 maart 2017 «onderlinge duels» 15:00 (UTC+6) | Kirgizië                                                       | 5 – 1 | Myanmar        | Voetbalstadion van Incheon, Incheon (Zuid-Korea) Toeschouwers: 1.068 Scheidsrechter: Sukhbir Singh (SIN) |
| 22 maart 2017 «onderlinge duels» 15:00 (UTC+6) | Shamshiev 2' Zemlianukhin 5' 73' Vitalij Lux 74' Sagynbaev 87' |       | 83' Kyaw Ko Ko | Voetbalstadion van Incheon, Incheon (Zuid-Korea) Toeschouwers: 1.068 Scheidsrechter: Sukhbir Singh (SIN) |

|                                                   |             |       |       |                                                                               |
| 27 maart 2018 «onderlinge duels» 18:00 (UTC+6:30) | Myanmar     | 1 – 0 | Macau | Thuwunnastadion, Yangon Toeschouwers: 4.638 Scheidsrechter: Minoru Tōjō (JPN) |
| 27 maart 2018 «onderlinge duels» 18:00 (UTC+6:30) | Kyi Lin 74' |       |       | Thuwunnastadion, Yangon Toeschouwers: 4.638 Scheidsrechter: Minoru Tōjō (JPN) |

|                                                |                             |       |                |                                                                                            |
| 27 maart 2018 «onderlinge duels» 20:00 (UTC+6) | Kirgizië                    | 2 – 1 | India          | Dolen Omurzakovstadion, Bisjkek Toeschouwers: 9.588 Scheidsrechter: Ammar Al-Jeneibi (UAE) |
| 27 maart 2018 «onderlinge duels» 20:00 (UTC+6) | Zemlianukhin 2' Murzaev 72' |       | 87' Lalpekhlua | Dolen Omurzakovstadion, Bisjkek Toeschouwers: 9.588 Scheidsrechter: Ammar Al-Jeneibi (UAE) |

#### Groep B
| Pos | Land        | Wed | Win | Gel | Ver | DV | DT | +/− | Pnt |
| --- | ----------- | --- | --- | --- | --- | -- | -- | --- | --- |
| 1   | Libanon     | 6   | 5   | 1   | 0   | 14 | 4  | +10 | 16  |
| 2   | Noord-Korea | 6   | 3   | 2   | 1   | 13 | 10 | +3  | 11  |
| 3   | Hongkong    | 6   | 1   | 2   | 3   | 4  | 7  | –3  | 5   |
| 4   | Maleisië    | 6   | 0   | 1   | 5   | 5  | 15 | –10 | 1   |

|                                                |                         |       |          | |
| 28 maart 2017 «onderlinge duels» 18:00 (UTC+3) | Libanon                 | 2 – 0 | Hongkong | Camille Chamoun Sports City Stadium, Beiroet Toeschouwers: 14.672 Scheidsrechter: Banerjee Pranjal (IND) |
| 28 maart 2017 «onderlinge duels» 18:00 (UTC+3) | Ghaddar 27' Maatouk 34' |       |          | Camille Chamoun Sports City Stadium, Beiroet Toeschouwers: 14.672 Scheidsrechter: Banerjee Pranjal (IND) |

|                                               |                    |       |                 |                                                                                  |
| 13 juni 2017 «onderlinge duels» 20:00 (UTC+8) | Hongkong           | 1 – 1 | Noord-Korea     | Hong Kong Stadium, Hongkong Toeschouwers: 8.194 Scheidsrechter: Jansen Foo (SIN) |
| 13 juni 2017 «onderlinge duels» 20:00 (UTC+8) | Tan Chun Lok 45+1' |       | 46' Kim Yu-Song | Hong Kong Stadium, Hongkong Toeschouwers: 8.194 Scheidsrechter: Jansen Foo (SIN) |

|                                               |            |       |                  | |
| 13 juni 2017 «onderlinge duels» 20:45 (UTC+8) | Maleisië   | 1 – 2 | Libanon          | Bukit Jalil Nationaal Stadion, Kuala Lumpur Toeschouwers: 6.850 Scheidsrechter: Jameel Abdulhusin (BHR) |
| 13 juni 2017 «onderlinge duels» 20:45 (UTC+8) | Jasuli 44' |       | 80', 90+4' Ataya | Bukit Jalil Nationaal Stadion, Kuala Lumpur Toeschouwers: 6.850 Scheidsrechter: Jameel Abdulhusin (BHR) |

|                                                      |                                 |       |                           |                                                                                      |
| 5 september 2017 «onderlinge duels» 17:00 (UTC+8:30) | Noord-Korea                     | 2 – 2 | Libanon                   | Kim Il-sungstadion, Pyongyang Toeschouwers: 31.000 Scheidsrechter: Aziz Asimov (UZB) |
| 5 september 2017 «onderlinge duels» 17:00 (UTC+8:30) | Kim Yu-song 23' Ri Yong-jik 87' |       | 47' Mansour 90+4' Maatouk | Kim Il-sungstadion, Pyongyang Toeschouwers: 31.000 Scheidsrechter: Aziz Asimov (UZB) |

|                                                   |            |       |            |                                                                                                   |
| 5 september 2017 «onderlinge duels» 20:45 (UTC+8) | Maleisië   | 1 – 1 | Hongkong   | Bukit Jalil Nationaal Stadion, Kuala Lumpur Toeschouwers: 3.646 Scheidsrechter: Chris Beath (AUS) |
| 5 september 2017 «onderlinge duels» 20:45 (UTC+8) | Zainon 57' |       | 53' Sandro | Bukit Jalil Nationaal Stadion, Kuala Lumpur Toeschouwers: 3.646 Scheidsrechter: Chris Beath (AUS) |

|                                                  |                     |       |          |                                                                                           |
| 10 oktober 2017 «onderlinge duels» 20:00 (UTC+8) | Hongkong            | 2 – 0 | Maleisië | Hong Kong Stadium, Hongkong Toeschouwers: 7.920 Scheidsrechter: Nivon Robesh Gamini (SRI) |
| 10 oktober 2017 «onderlinge duels» 20:00 (UTC+8) | Jordi 44' McKee 49' |       |          | Hong Kong Stadium, Hongkong Toeschouwers: 7.920 Scheidsrechter: Nivon Robesh Gamini (SRI) |

|                                                  |                                                          |       |             | |
| 10 oktober 2017 «onderlinge duels» 18:00 (UTC+3) | Libanon                                                  | 5 – 0 | Noord-Korea | Camille Chamoun Sports City Stadium, Beiroet Toeschouwers: 32.064 Scheidsrechter: Minoru Tōjō (JPN) |
| 10 oktober 2017 «onderlinge duels» 18:00 (UTC+3) | El-Helwe 20' Maatouk 24' Ayass 49' Hamam 79' Ataya 90+1' |       |             | Camille Chamoun Sports City Stadium, Beiroet Toeschouwers: 32.064 Scheidsrechter: Minoru Tōjō (JPN) |

|                                                   |                                                                             |       |            |                                                                                             |
| 10 november 2017 «onderlinge duels» 20:00 (UTC+7) | Noord-Korea                                                                 | 4 – 1 | Maleisië   | Buriramstadion, Buriram (Thailand) Toeschouwers: 287 Scheidsrechter: Fahad Al-Mirdasi (KSA) |
| 10 november 2017 «onderlinge duels» 20:00 (UTC+7) | Pak Kwang-ryong 12' (pen.) Kim Yu-song 42' Kim Yong-il 48' Jong Il-gwan 59' |       | Safawi 67' | Buriramstadion, Buriram (Thailand) Toeschouwers: 287 Scheidsrechter: Fahad Al-Mirdasi (KSA) |

|                                                   |            |       |                                               |                                                                                         |
| 13 november 2017 «onderlinge duels» 19:00 (UTC+7) | Maleisië   | 1 – 4 | Noord-Korea                                   | Buriramstadion, Buriram (Thailand) Toeschouwers: 504 Scheidsrechter: Ahmed Al-Kaf (OMA) |
| 13 november 2017 «onderlinge duels» 19:00 (UTC+7) | Safawi 85' |       | 15', 20', 44' Kim Yu-song 79' Pak Kwang-ryong | Buriramstadion, Buriram (Thailand) Toeschouwers: 504 Scheidsrechter: Ahmed Al-Kaf (OMA) |

|                                                   |          |                    |         |                                                                                        |
| 14 november 2017 «onderlinge duels» 20:00 (UTC+8) | Hongkong | 0 – 1              | Libanon | Hong Kong Stadium, Hongkong Toeschouwers: 10.109 Scheidsrechter: Khamis Al-Marri (QAT) |
| 14 november 2017 «onderlinge duels» 20:00 (UTC+8) |          | 43' (pen.) Maatouk |         | Hong Kong Stadium, Hongkong Toeschouwers: 10.109 Scheidsrechter: Khamis Al-Marri (QAT) |

|                                                   |                                      |       |          |                                                                                              |
| 27 maart 2018 «onderlinge duels» 17:00 (UTC+8:30) | Noord-Korea                          | 2 – 0 | Hongkong | Kim Il-sungstadion, Pyongyang Toeschouwers: 32.000 Scheidsrechter: Omar Mohamed Al-Ali (UAE) |
| 27 maart 2018 «onderlinge duels» 17:00 (UTC+8:30) | Jong Il-gwan 19' Pak Kwang-ryong 25' |       |          | Kim Il-sungstadion, Pyongyang Toeschouwers: 32.000 Scheidsrechter: Omar Mohamed Al-Ali (UAE) |

|                                                |                                   |       |            | |
| 27 maart 2018 «onderlinge duels» 18:00 (UTC+3) | Libanon                           | 2 – 1 | Maleisië   | Camille Chamoun Sports City Stadium, Beiroet Toeschouwers: 3.500 Scheidsrechter: Valentin Kovalenko (UZB) |
| 27 maart 2018 «onderlinge duels» 18:00 (UTC+3) | Maatouk 19' (pen.) El-Helwe 90+4' |       | Syafiq 72' | Camille Chamoun Sports City Stadium, Beiroet Toeschouwers: 3.500 Scheidsrechter: Valentin Kovalenko (UZB) |

#### Groep C
| Pos | Land        | Wed | Win | Gel | Ver | DV | DT | +/− | Pnt |
| --- | ----------- | --- | --- | --- | --- | -- | -- | --- | --- |
| 1   | Jordanië    | 6   | 3   | 3   | 0   | 16 | 5  | +11 | 12  |
| 2   | Vietnam     | 6   | 2   | 4   | 0   | 9  | 3  | +6  | 10  |
| 3   | Afghanistan | 6   | 1   | 3   | 2   | 7  | 10 | –3  | 6   |
| 4   | Cambodja    | 6   | 1   | 0   | 5   | 3  | 17 | –14 | 3   |

|                                                |             |       |                     |                                                                                                   |
| 28 maart 2017 «onderlinge duels» 19:00 (UTC+5) | Afghanistan | 1 – 1 | Vietnam             | Pamirstadion, Doesjanbe (Tadzjikistan) Toeschouwers: 2.500 Scheidsrechter: Turki Alkhudhayr (KSA) |
| 28 maart 2017 «onderlinge duels» 19:00 (UTC+5) | Amin 69'    |       | 64' Nguyễn Văn Toàn | Pamirstadion, Doesjanbe (Tadzjikistan) Toeschouwers: 2.500 Scheidsrechter: Turki Alkhudhayr (KSA) |

|                                                |                                                                              |       |          |                                                                                                 |
| 28 maart 2017 «onderlinge duels» 18:00 (UTC+2) | Jordanië                                                                     | 7 – 0 | Cambodja | Amman International Stadium, Amman Toeschouwers: 2.000 Scheidsrechter: Dmitrii Mashentsev (KGZ) |
| 28 maart 2017 «onderlinge duels» 18:00 (UTC+2) | Al-Dardour 12', 21', 87' Al-Bakhit 46' Al-Saify 61' Samir 63' Al-Taamari 90' |       |          | Amman International Stadium, Amman Toeschouwers: 2.000 Scheidsrechter: Dmitrii Mashentsev (KGZ) |

|                                               |               |       |             |                                                                                            |
| 13 juni 2017 «onderlinge duels» 18:30 (UTC+7) | Cambodja      | 1 – 0 | Afghanistan | Olympisch Stadion, Phnom Penh Toeschouwers: 40.000 Scheidsrechter: Mooud Bonyadifard (IRN) |
| 13 juni 2017 «onderlinge duels» 18:30 (UTC+7) | Mony Udom 59' |       |             | Olympisch Stadion, Phnom Penh Toeschouwers: 40.000 Scheidsrechter: Mooud Bonyadifard (IRN) |

|                                               |         |       |          |                                                                                         |
| 13 juni 2017 «onderlinge duels» 19:00 (UTC+7) | Vietnam | 0 – 0 | Jordanië | Mỹ Đình Nationaal Stadion, Hanoi Toeschouwers: 12.000 Scheidsrechter: Ng Chiu Kok (HKG) |
| 13 juni 2017 «onderlinge duels» 19:00 (UTC+7) |         |       |          | Mỹ Đình Nationaal Stadion, Hanoi Toeschouwers: 12.000 Scheidsrechter: Ng Chiu Kok (HKG) |

|                                                   |                    |       |                                          |                                                                                      |
| 5 september 2017 «onderlinge duels» 18:30 (UTC+7) | Cambodja           | 1 – 2 | Vietnam                                  | Olympisch Stadion, Phnom Penh Toeschouwers: 34.587 Scheidsrechter: Minoru Tōjō (JPN) |
| 5 september 2017 «onderlinge duels» 18:30 (UTC+7) | Chan Vathanaka 10' |       | 4' Nguyễn Văn Quyết 81' Nguyễn Quang Hải | Olympisch Stadion, Phnom Penh Toeschouwers: 34.587 Scheidsrechter: Minoru Tōjō (JPN) |

|                                                   |                                                             |       |                  |                                                                                              |
| 5 september 2017 «onderlinge duels» 20:00 (UTC+3) | Jordanië                                                    | 4 – 1 | Afghanistan      | Amman International Stadium, Amman Toeschouwers: 1.036 Scheidsrechter: Rowan Arumughan (IND) |
| 5 september 2017 «onderlinge duels» 20:00 (UTC+3) | Murjan 24' Al-Saify 33' Al-Bakhit 45' (pen.) Al-Dardour 89' |       | 73' (pen.) Amiri | Amman International Stadium, Amman Toeschouwers: 1.036 Scheidsrechter: Rowan Arumughan (IND) |

|                                                  |                                                  |       |                                                    | |
| 10 oktober 2017 «onderlinge duels» 15:00 (UTC+5) | Afghanistan                                      | 3 – 3 | Jordanië                                           | Pamirstadion, Doesjanbe (Tadzjikistan) Toeschouwers: 1.500 Scheidsrechter: Masoud Tufayelieh (SYR) |
| 10 oktober 2017 «onderlinge duels» 15:00 (UTC+5) | Al-Souliman 15' (e.d.) Islam Amiri 64' Amani 81' |       | 40' Abu Amarah 43' (pen.) Al-Saify 86' Al-Souliman | Pamirstadion, Doesjanbe (Tadzjikistan) Toeschouwers: 1.500 Scheidsrechter: Masoud Tufayelieh (SYR) |

|                                                  | |       |          |                                                                                              |
| 10 oktober 2017 «onderlinge duels» 19:00 (UTC+7) | Vietnam                                                                                                 | 5 – 0 | Cambodja | Mỹ Đình Nationaal Stadion, Hanoi Toeschouwers: 11.000 Scheidsrechter: Sivakorn Pu-udom (THA) |
| 10 oktober 2017 «onderlinge duels» 19:00 (UTC+7) | Đinh Thanh Trung 13' Nguyễn Văn Quyết 56' Nguyễn Anh Đức 60' Nguyễn Công Phượng 76' Mạc Hồng Quân 90+2' |       |          | Mỹ Đình Nationaal Stadion, Hanoi Toeschouwers: 11.000 Scheidsrechter: Sivakorn Pu-udom (THA) |

|                                                   |          |                |          |                                                                                          |
| 14 november 2017 «onderlinge duels» 18:30 (UTC+7) | Cambodja | 0 – 1          | Jordanië | Olympisch Stadion, Phnom Penh Toeschouwers: 18.369 Scheidsrechter: Ilgiz Tantashev (UZB) |
| 14 november 2017 «onderlinge duels» 18:30 (UTC+7) |          | 17' Abu Amarah |          | Olympisch Stadion, Phnom Penh Toeschouwers: 18.369 Scheidsrechter: Ilgiz Tantashev (UZB) |

|                                                   |         |       |             |                                                                                               |
| 14 november 2017 «onderlinge duels» 19:00 (UTC+7) | Vietnam | 0 – 0 | Afghanistan | Mỹ Đình Nationaal Stadion, Hanoi Toeschouwers: 18.580 Scheidsrechter: Jameel Abdulhusin (BHR) |
| 14 november 2017 «onderlinge duels» 19:00 (UTC+7) |         |       |             | Mỹ Đình Nationaal Stadion, Hanoi Toeschouwers: 18.580 Scheidsrechter: Jameel Abdulhusin (BHR) |

|                                                |                 |       |              |                                                                                              |
| 27 maart 2018 «onderlinge duels» 19:00 (UTC+5) | Afghanistan     | 2 – 1 | Cambodja     | Pamirstadion, Doesjanbe (Tadzjikistan) Toeschouwers: 3.011 Scheidsrechter: Jumpei Iida (JPN) |
| 27 maart 2018 «onderlinge duels» 19:00 (UTC+5) | Sharza 26', 45' |       | 70' Laboravy | Pamirstadion, Doesjanbe (Tadzjikistan) Toeschouwers: 3.011 Scheidsrechter: Jumpei Iida (JPN) |

|                                                |                |       |                    | |
| 27 maart 2018 «onderlinge duels» 17:00 (UTC+2) | Jordanië       | 1 – 1 | Vietnam            | Amman International Stadium, Amman Toeschouwers: 1.562 Scheidsrechter: Hettikamkanamge Perera (SRI) |
| 27 maart 2018 «onderlinge duels» 17:00 (UTC+2) | Abu Amarah 71' |       | 24' Nguyễn Anh Đức | Amman International Stadium, Amman Toeschouwers: 1.562 Scheidsrechter: Hettikamkanamge Perera (SRI) |

#### Groep D
| Pos | Land      | Wed | Win | Gel | Ver | DV | DT | +/− | Pnt |
| --- | --------- | --- | --- | --- | --- | -- | -- | --- | --- |
| 1   | Oman      | 6   | 5   | 0   | 1   | 28 | 5  | +23 | 15  |
| 2   | Palestina | 6   | 5   | 0   | 1   | 25 | 3  | +22 | 15  |
| 3   | Malediven | 6   | 2   | 0   | 4   | 11 | 19 | –8  | 3   |
| 4   | Bhutan    | 6   | 0   | 0   | 6   | 2  | 39 | –37 | 0   |

|                                                | |        |        |                                                                                                  |
| 28 maart 2017 «onderlinge duels» 19:00 (UTC+4) | Oman | 14 – 0 | Bhutan | Sultan Qaboos Sports Complex, Muscat Toeschouwers: 4.500 Scheidsrechter: Hussein Abo Yehia (LIB) |
| 28 maart 2017 «onderlinge duels» 19:00 (UTC+4) | Al-Muqbali 2', 35', 40', 43', 68', 85' Al-Mahaijri 25' Al-Khaldi 30' Mabrook 44' Basnet 54' (e.d.) Al-Hajri 70', 74', 90+1', 90+2' |        |        | Sultan Qaboos Sports Complex, Muscat Toeschouwers: 4.500 Scheidsrechter: Hussein Abo Yehia (LIB) |

|                                                |           |                                 |           |                                                                               |
| 28 maart 2017 «onderlinge duels» 21:00 (UTC+5) | Malediven | 0 – 3                           | Palestina | Nationaal Stadion, Malé Toeschouwers: 6.000 Scheidsrechter: Aziz Asimov (UZB) |
| 28 maart 2017 «onderlinge duels» 21:00 (UTC+5) |           | 62', 65' Maher 90+2' Abu Nahyeh |           | Nationaal Stadion, Malé Toeschouwers: 6.000 Scheidsrechter: Aziz Asimov (UZB) |

|                                               |        |                                    |           |                                                                                          |
| 13 juni 2017 «onderlinge duels» 18:00 (UTC+6) | Bhutan | 0 – 2                              | Malediven | Changlimithangstadion, Thimphu Toeschouwers: 7.600 Scheidsrechter: Shahzad Khurram (PAK) |
| 13 juni 2017 «onderlinge duels» 18:00 (UTC+6) |        | 45+2' (pen.) Fasir 74' Ah. Abdulla |           | Changlimithangstadion, Thimphu Toeschouwers: 7.600 Scheidsrechter: Shahzad Khurram (PAK) |

|                                               |                          |       |                 | |
| 13 juni 2017 «onderlinge duels» 22:45 (UTC+3) | Palestina                | 2 – 1 | Oman            | Faisal Al-Husseini Internationaal Stadion, Ar-Ram Toeschouwers: 11.000 Scheidsrechter: Sivakorn Pu-udom (THA) |
| 13 juni 2017 «onderlinge duels» 22:45 (UTC+3) | Cantillana 13' Pinto 21' |       | 45' Al-Mahaijri | Faisal Al-Husseini Internationaal Stadion, Ar-Ram Toeschouwers: 11.000 Scheidsrechter: Sivakorn Pu-udom (THA) |

|                                                   |        |                         |           |                                                                                      |
| 5 september 2017 «onderlinge duels» 18:00 (UTC+6) | Bhutan | 0 – 2                   | Palestina | Changlimithangstadion, Thimphu Toeschouwers: 7.800 Scheidsrechter: Ho Wai Sing (HKG) |
| 5 september 2017 «onderlinge duels» 18:00 (UTC+6) |        | 51' Pinto 90+5' Bahdari |           | Changlimithangstadion, Thimphu Toeschouwers: 7.800 Scheidsrechter: Ho Wai Sing (HKG) |

|                                                   |                                                                       |       |           |                                                                                            |
| 5 september 2017 «onderlinge duels» 19:15 (UTC+4) | Oman                                                                  | 5 – 0 | Malediven | Sultan Qaboos Sports Complex, Muscat Toeschouwers: 1.136 Scheidsrechter: Võ Minh Trí (VIE) |
| 5 september 2017 «onderlinge duels» 19:15 (UTC+4) | Al-Khaldi 5' Al-Hajri 58' Al-Yahyaei 69' Al-Yahmadi 86' Al-Hasani 88' |       |           | Sultan Qaboos Sports Complex, Muscat Toeschouwers: 1.136 Scheidsrechter: Võ Minh Trí (VIE) |

|                                                  | |        |        | |
| 10 oktober 2017 «onderlinge duels» 17:00 (UTC+3) | Palestina                                                                                           | 10 – 0 | Bhutan | Faisal Al-Husseini Internationaal Stadion, Ar-Ram Toeschouwers: 7.250 Scheidsrechter: Rowan Arumughan (IND) |
| 10 oktober 2017 «onderlinge duels» 17:00 (UTC+3) | Bahdari 4', 39', 44' Jaber 6' Seyam 22' Maraaba 30' Salem 48' (pen.) Natour 60' Cantillana 63', 70' |        |        | Faisal Al-Husseini Internationaal Stadion, Ar-Ram Toeschouwers: 7.250 Scheidsrechter: Rowan Arumughan (IND) |

|                                                  |           |       |                             |                                                                                  |
| 10 oktober 2017 «onderlinge duels» 21:00 (UTC+5) | Malediven | 1 – 3 | Oman                        | Nationaal Stadion, Malé Toeschouwers: 2.884 Scheidsrechter: Jarred Gillett (AUS) |
| 10 oktober 2017 «onderlinge duels» 21:00 (UTC+5) | Fasir 24' |       | 15' Al-Hajri 19' (e.d.) Ali | Nationaal Stadion, Malé Toeschouwers: 2.884 Scheidsrechter: Jarred Gillett (AUS) |

|                                                   |                              |       |                                    |                                                                                                  |
| 14 november 2017 «onderlinge duels» 18:00 (UTC+6) | Bhutan                       | 2 – 4 | Oman                               | Changlimithangstadion, Thimphu Toeschouwers: 3.100 Scheidsrechter: Nagor Amir Noor Mohamed (MAS) |
| 14 november 2017 «onderlinge duels» 18:00 (UTC+6) | Tshering 59' Gyeltshen 90+3' |       | 48' Al-Hasani 76', 86', 89'Ibrahim | Changlimithangstadion, Thimphu Toeschouwers: 3.100 Scheidsrechter: Nagor Amir Noor Mohamed (MAS) |

|                                                   |                                                                            |       |            | |
| 14 november 2017 «onderlinge duels» 16:00 (UTC+2) | Palestina                                                                  | 8 – 1 | Malediven  | Arabisch Amerikaans Universiteitstadion, Jenin Toeschouwers: 5.750 Scheidsrechter: Dmitry Mashentsev (KGZ) |
| 14 november 2017 «onderlinge duels» 16:00 (UTC+2) | Yousef 6', 33' Faisal 16' (e.d.) Maraaba 30', 53', 54', 59' Cantillana 56' |       | 52' Hassan | Arabisch Amerikaans Universiteitstadion, Jenin Toeschouwers: 5.750 Scheidsrechter: Dmitry Mashentsev (KGZ) |

|                                                |              |       |           |                                                                                                  |
| 27 maart 2018 «onderlinge duels» 19:00 (UTC+4) | Oman         | 1 – 0 | Palestina | Sultan Qaboos Sports Complex, Musqat Toeschouwers: 9.700 Scheidsrechter: Turki Al-Khudhayr (KSA) |
| 27 maart 2018 «onderlinge duels» 19:00 (UTC+4) | Al-Hajri 87' |       |           | Sultan Qaboos Sports Complex, Musqat Toeschouwers: 9.700 Scheidsrechter: Turki Al-Khudhayr (KSA) |

|                                                |                                                                        |       |        |                                                                                |
| 27 maart 2018 «onderlinge duels» 21:00 (UTC+5) | Malediven                                                              | 7 – 0 | Bhutan | Nationaal Stadion, Malé Toeschouwers: 2.443 Scheidsrechter: Hasan Akrami (IRN) |
| 27 maart 2018 «onderlinge duels» 21:00 (UTC+5) | H. Mohamed 35' N. Hassan 66', 77', 80', 82' I. Hassan 69' Yoosuf 90+3' |       |        | Nationaal Stadion, Malé Toeschouwers: 2.443 Scheidsrechter: Hasan Akrami (IRN) |

#### Groep E
| Pos | Land           | Wed | Win | Gel | Ver | DV | DT | +/− | Pnt |
| --- | -------------- | --- | --- | --- | --- | -- | -- | --- | --- |
| 1   | Bahrein        | 6   | 4   | 1   | 1   | 15 | 3  | +12 | 13  |
| 2   | Turkmenistan   | 6   | 3   | 1   | 2   | 9  | 10 | –1  | 10  |
| 3   | Chinees Taipei | 6   | 3   | 0   | 3   | 7  | 12 | –5  | 9   |
| 4   | Singapore      | 6   | 0   | 2   | 4   | 3  | 9  | –6  | 2   |

|                                                |                            |       |                                                        |                                                                                      |
| 26 maart 2017 «onderlinge duels» 18:07 (UTC+8) | Chinees Taipei             | 1 – 3 | Turkmenistan                                           | Hsinchu County Stadium, Zhubei Toeschouwers: 5.898 Scheidsrechter: Kim Hee-gon (KOR) |
| 26 maart 2017 «onderlinge duels» 18:07 (UTC+8) | Chen Po-liang 45+3' (pen.) |       | 23' Annamyradow 24' Mingazow 83' (e.d.) Chen Chia-chun | Hsinchu County Stadium, Zhubei Toeschouwers: 5.898 Scheidsrechter: Kim Hee-gon (KOR) |

|                                                |         |       |           |                                                                                             |
| 28 maart 2017 «onderlinge duels» 19:00 (UTC+3) | Bahrein | 0 – 0 | Singapore | Bahrain National Stadium, Riffa Toeschouwers: 225 Scheidsrechter: Nivon Robesh Gamini (SRI) |
| 28 maart 2017 «onderlinge duels» 19:00 (UTC+3) |         |       |           | Bahrain National Stadium, Riffa Toeschouwers: 225 Scheidsrechter: Nivon Robesh Gamini (SRI) |

|                                               |           |       |                                  |                                                                                    |
| 10 juni 2017 «onderlinge duels» 21:00 (UTC+8) | Singapore | 1 – 2 | Chinees Taipei                   | Jalan Besarstadion, Kallang Toeschouwers: 5.234 Scheidsrechter: Ahmed Al Ali (JOR) |
| 10 juni 2017 «onderlinge duels» 21:00 (UTC+8) | Harun 6'  |       | 31' Xavier Chen 60' Chen Chao-an | Jalan Besarstadion, Kallang Toeschouwers: 5.234 Scheidsrechter: Ahmed Al Ali (JOR) |

|                                               |              |       |                          |                                                                               |
| 13 juni 2017 «onderlinge duels» 18:00 (UTC+5) | Turkmenistan | 1 – 2 | Bahrein                  | Aşgabat stadiony, Asjchabad Toeschouwers: 9.500 Scheidsrechter: Ma Ning (CHN) |
| 13 juni 2017 «onderlinge duels» 18:00 (UTC+5) | Ýagşyýew 86' |       | 55' Al Romaihi 80' Yaser | Aşgabat stadiony, Asjchabad Toeschouwers: 9.500 Scheidsrechter: Ma Ning (CHN) |

|                                                   |                                                         |       |                |                                                                                                 |
| 5 september 2017 «onderlinge duels» 18:30 (UTC+3) | Bahrein                                                 | 5 – 0 | Chinees Taipei | Bahrain National Stadium, Riffa Toeschouwers: 362 Scheidsrechter: Nagor Amir Noor Mohamed (MAS) |
| 5 september 2017 «onderlinge duels» 18:30 (UTC+3) | Al-Aswad 11' Madan 45+4' Abduljabbar 56', 89' Helal 74' |       |                | Bahrain National Stadium, Riffa Toeschouwers: 362 Scheidsrechter: Nagor Amir Noor Mohamed (MAS) |

|                                                   |            |       |                  |                                                                                     |
| 5 september 2017 «onderlinge duels» 19:30 (UTC+8) | Singapore  | 1 – 1 | Turkmenistan     | Nationaal Stadion, Kallang Toeschouwers: 3.712 Scheidsrechter: Yudai Yamamoto (JPN) |
| 5 september 2017 «onderlinge duels» 19:30 (UTC+8) | Shakir 63' |       | 82' Annadurdyýew | Nationaal Stadion, Kallang Toeschouwers: 3.712 Scheidsrechter: Yudai Yamamoto (JPN) |

|                                                  |                                      |       |                        |                                                                                            |
| 10 oktober 2017 «onderlinge duels» 18:00 (UTC+8) | Chinees Taipei                       | 2 – 1 | Bahrein                | Taipei Municipal Stadium, Taipei Toeschouwers: 7.908 Scheidsrechter: Hiroyuki Kimura (JPN) |
| 10 oktober 2017 «onderlinge duels» 18:00 (UTC+8) | Chen Po-liang 90' Chen Hao-wei 90+3' |       | 19' (pen.) Abdul-Latif | Taipei Municipal Stadium, Taipei Toeschouwers: 7.908 Scheidsrechter: Hiroyuki Kimura (JPN) |

|                                                  |                        |       |           |                                                                                    |
| 10 oktober 2017 «onderlinge duels» 19:00 (UTC+5) | Turkmenistan           | 2 – 1 | Singapore | Aşgabat stadiony, Asjchabad Toeschouwers: 15.400 Scheidsrechter: Ng Chiu Kok (HKG) |
| 10 oktober 2017 «onderlinge duels» 19:00 (UTC+5) | Orazsähedow 18', 90+3' |       | 27' Irfan | Aşgabat stadiony, Asjchabad Toeschouwers: 15.400 Scheidsrechter: Ng Chiu Kok (HKG) |

|                                                   |                               |       |                          |                                                                                           |
| 14 november 2017 «onderlinge duels» 15:00 (UTC+5) | Turkmenistan                  | 2 – 1 | Chinees Taipei           | Aşgabat stadiony, Asjchabad Toeschouwers: 9.500 Scheidsrechter: Nivon Robesh Gamini (SRI) |
| 14 november 2017 «onderlinge duels» 15:00 (UTC+5) | Ýagşyýew 22' Annadurdyýew 40' |       | 88' (pen.) Chen Po-liang | Aşgabat stadiony, Asjchabad Toeschouwers: 9.500 Scheidsrechter: Nivon Robesh Gamini (SRI) |

|                                                   |           |                                 |         |                                                                                     |
| 14 november 2017 «onderlinge duels» 19:30 (UTC+8) | Singapore | 0 – 3                           | Bahrein | Nationaal Stadion, Kallang Toeschouwers: 2.628 Scheidsrechter: Jarred Gillett (AUS) |
| 14 november 2017 «onderlinge duels» 19:30 (UTC+8) |           | 65', 84' Abduljabbar 81' Rashid |         | Nationaal Stadion, Kallang Toeschouwers: 2.628 Scheidsrechter: Jarred Gillett (AUS) |

|                                                |                   |       |           |                                                                                             |
| 27 maart 2018 «onderlinge duels» 19:00 (UTC+8) | Chinees Taipei    | 1 – 0 | Singapore | Taipei Municipal Stadium, Taipei Toeschouwers: 8.139 Scheidsrechter: Pranjal Banerjee (IND) |
| 27 maart 2018 «onderlinge duels» 19:00 (UTC+8) | Chen Po-liang 37' |       |           | Taipei Municipal Stadium, Taipei Toeschouwers: 8.139 Scheidsrechter: Pranjal Banerjee (IND) |

|                                                |                                   |       |              |                                                                                           |
| 27 maart 2018 «onderlinge duels» 18:30 (UTC+3) | Bahrein                           | 4 – 0 | Turkmenistan | Bahrain National Stadium, Riffa Toeschouwers: 100 Scheidsrechter: Yaqoob Abdul Baki (OMA) |
| 27 maart 2018 «onderlinge duels» 18:30 (UTC+3) | Helal 12', 24' Issa 64' Yaser 67' |       |              | Bahrain National Stadium, Riffa Toeschouwers: 100 Scheidsrechter: Yaqoob Abdul Baki (OMA) |

#### Groep F
| Pos | Land         | Wed | Win | Gel | Ver | DV | DT | +/− | Pnt |
| --- | ------------ | --- | --- | --- | --- | -- | -- | --- | --- |
| 1   | Filipijnen   | 6   | 3   | 3   | 0   | 13 | 8  | +5  | 12  |
| 2   | Jemen        | 6   | 2   | 4   | 0   | 7  | 5  | +2  | 10  |
| 3   | Tadzjikistan | 6   | 2   | 1   | 3   | 10 | 9  | +1  | 7   |
| 4   | Nepal        | 6   | 0   | 2   | 4   | 3  | 11 | –8  | 2   |

|                                                |                                                       |       |           |                                                                                             |
| 28 maart 2017 «onderlinge duels» 20:00 (UTC+8) | Filipijnen                                            | 4 – 1 | Nepal     | Rizal Memorial Stadium, Manilla Toeschouwers: 1.715 Scheidsrechter: Yaqoob Abdul Baqi (OMA) |
| 28 maart 2017 «onderlinge duels» 20:00 (UTC+8) | P. Younghusband 21' (pen.), 23' Ramsay 27' Patiño 73' |       | 45+1' Rai | Rizal Memorial Stadium, Manilla Toeschouwers: 1.715 Scheidsrechter: Yaqoob Abdul Baqi (OMA) |

|                                                |                                    |       |              | |
| 28 maart 2017 «onderlinge duels» 19:00 (UTC+3) | Jemen                              | 2 – 1 | Tadzjikistan | Suheim Bin Hamadstadion, Doha (Qatar) Toeschouwers: 380 Scheidsrechter: Nagor Amir Noor Mohamed (MAS) |
| 28 maart 2017 «onderlinge duels» 19:00 (UTC+3) | D. Ergashev 41' (e.d.) Al-Sasi 62' |       | 9' Umarbayev | Suheim Bin Hamadstadion, Doha (Qatar) Toeschouwers: 380 Scheidsrechter: Nagor Amir Noor Mohamed (MAS) |

|                                                  |       |       |       |                                                                                    |
| 13 juni 2017 «onderlinge duels» 15:00 (UTC+5:45) | Nepal | 0 – 0 | Jemen | Halchowkstadion, Kathmandu Toeschouwers: 700 Scheidsrechter: Timur Faizullin (KGZ) |
| 13 juni 2017 «onderlinge duels» 15:00 (UTC+5:45) |       |       |       | Halchowkstadion, Kathmandu Toeschouwers: 700 Scheidsrechter: Timur Faizullin (KGZ) |

|                                               |                                               |       |                                              |                                                                                 |
| 13 juni 2017 «onderlinge duels» 21:00 (UTC+5) | Tadzjikistan                                  | 3 – 4 | Filipijnen                                   | Pamirstadion, Doesjanbe Toeschouwers: 15.000 Scheidsrechter: Hanna Hattab (SYR) |
| 13 juni 2017 «onderlinge duels» 21:00 (UTC+5) | Umarbayev 57' (pen.) Vasiev 61' Dzhalilov 90' |       | 28' P. Younghusband 41', 48' Patiño 79' Sato | Pamirstadion, Doesjanbe Toeschouwers: 15.000 Scheidsrechter: Hanna Hattab (SYR) |

|                                                      |           |       |                          |                                                                                        |
| 5 september 2017 «onderlinge duels» 15:00 (UTC+5:45) | Nepal     | 1 – 2 | Tadzjikistan             | Halchowkstadion, Kathmandu Toeschouwers: 1.200 Scheidsrechter: Mohammed Al-Hoish (KSA) |
| 5 september 2017 «onderlinge duels» 15:00 (UTC+5:45) | Magar 61' |       | 25' Dzhalilov 29' Vasiev | Halchowkstadion, Kathmandu Toeschouwers: 1.200 Scheidsrechter: Mohammed Al-Hoish (KSA) |

|                                                   |                                         |       |                             |                                                                                |
| 5 september 2017 «onderlinge duels» 19:30 (UTC+8) | Filipijnen                              | 2 – 2 | Jemen                       | Panaad Stadium, Bacolod Toeschouwers: 2.911 Scheidsrechter: Kim Dong-jin (KOR) |
| 5 september 2017 «onderlinge duels» 19:30 (UTC+8) | P. Younghusband 30' J. Younghusband 71' |       | 27' Al-Radaei 55' Al-Matari | Panaad Stadium, Bacolod Toeschouwers: 2.911 Scheidsrechter: Kim Dong-jin (KOR) |

|                                                  |                                                        |       |       |                                                                                      |
| 10 oktober 2017 «onderlinge duels» 18:00 (UTC+5) | Tadzjikistan                                           | 3 – 0 | Nepal | Pamirstadion, Doesjanbe Toeschouwers: 12.000 Scheidsrechter: Mooud Bonyadifard (IRN) |
| 10 oktober 2017 «onderlinge duels» 18:00 (UTC+5) | Davronov 21' (pen.) Umarbayev 60' (pen.) Dzhalilov 87' |       |       | Pamirstadion, Doesjanbe Toeschouwers: 12.000 Scheidsrechter: Mooud Bonyadifard (IRN) |

|                                                  |         |       |            |                                                                                         |
| 10 oktober 2017 «onderlinge duels» 18:00 (UTC+3) | Jemen   | 1 – 1 | Filipijnen | Suheim Bin Hamadstadion, Doha (Qatar) Toeschouwers: 2.169 Scheidsrechter: Wang Di (CHN) |
| 10 oktober 2017 «onderlinge duels» 18:00 (UTC+3) | Ali 63' |       | 89' Ott    | Suheim Bin Hamadstadion, Doha (Qatar) Toeschouwers: 2.169 Scheidsrechter: Wang Di (CHN) |

|                                                      |       |       |            |                                                                                   |
| 14 november 2017 «onderlinge duels» 14:00 (UTC+5:45) | Nepal | 0 – 0 | Filipijnen | Halchowkstadion, Kathmandu Toeschouwers: 1.023 Scheidsrechter: Ahmed Al-Ali (JOR) |
| 14 november 2017 «onderlinge duels» 14:00 (UTC+5:45) |       |       |            | Halchowkstadion, Kathmandu Toeschouwers: 1.023 Scheidsrechter: Ahmed Al-Ali (JOR) |

|                                                   |              |       |       |                                                                                            |
| 14 november 2017 «onderlinge duels» 16:00 (UTC+5) | Tadzjikistan | 0 – 0 | Jemen | Hisor Centraal Stadion, Hisor Toeschouwers: 12.000 Scheidsrechter: Hussein Abo Yehia (LIB) |
| 14 november 2017 «onderlinge duels» 16:00 (UTC+5) |              |       |       | Hisor Centraal Stadion, Hisor Toeschouwers: 12.000 Scheidsrechter: Hussein Abo Yehia (LIB) |

|                                                |                                          |       |                    |                                                                                  |
| 27 maart 2018 «onderlinge duels» 19:30 (UTC+8) | Filipijnen                               | 2 – 1 | Tadzjikistan       | Panaad Stadium, Bacolod Toeschouwers: 4.671 Scheidsrechter: Jarred Gillett (AUS) |
| 27 maart 2018 «onderlinge duels» 19:30 (UTC+8) | Ingreso 74' P. Younghusband 90+1' (pen.) |       | 64' (pen.) Nazarov | Panaad Stadium, Bacolod Toeschouwers: 4.671 Scheidsrechter: Jarred Gillett (AUS) |

|                                                |                           |       |                   |                                                                                             |
| 27 maart 2018 «onderlinge duels» 18:15 (UTC+3) | Jemen                     | 2 – 1 | Nepal             | Suheim Bin Hamadstadion, Doha (Qatar) Toeschouwers: 7.535 Scheidsrechter: Aziz Asimov (UZB) |
| 27 maart 2018 «onderlinge duels» 18:15 (UTC+3) | Al-Matari 24', 84' (pen.) |       | 45+1' N. Shrestha | Suheim Bin Hamadstadion, Doha (Qatar) Toeschouwers: 7.535 Scheidsrechter: Aziz Asimov (UZB) |